# Ајнез (Кентаки)
Ајнез (енгл. Inez) град је у америчкој савезној држави Кентаки.

## Демографија
По попису из 2010. године број становника је 717, што је 251 (53,9%) становника више него 2000. године.
| Група             | 2000.       | 2010.       |
| Белци             | 458 (98,3%) | 710 (99,0%) |
| Афроамериканци    | 0 (0,0%)    | 1 (0,1%)    |
| Азијати           | 0 (0,0%)    | 0 (0,0%)    |
| Хиспаноамериканци | 3 (0,6%)    | 4 (0,6%)    |
| Укупно            | 466         | 717         |